# 红旗-12中程防空导弹
红旗-12（HQ-12）地空导弹，是中國人民解放軍空軍装备的一型机动式中高空、中程地空导弹武器系统。中国江南航天工业集团（○六一基地）研发，是中国第一种自主研制采用相控阵雷达技术的地空导弹系统。红旗-12主要用于对付固定翼飞机和直升机，对空地精确制导武器也有一定的防御能力。出口型号稱“凱山”1防空导弹（KS-1）。

## 历史
20世纪80年代早期中国开始新的地空导弹研发项目用于替代红旗-2地空导弹，1991年巴黎航展上命名为“凯山”1 (KS-1)的地空导弹系统首次为外界所知，1989年试射成功至1994年结束试验，中国军方进行了一系列的测试后对其表现并不满意，该型防空导弹系统长期以KS-1的编号用于外销，也没有赢得任何国外订购用户。1998年曾在珠海航展对外公开展示。90年代末期配備新型目標探測/追蹤雷達的机动式改進型号“凯山”1A問世。 军方不断进行测试入役一再推迟。該型導彈入役正式命名为“红旗”12。2007年7月在北京中国人民革命军事博物馆的中国人民解放军建军80周年成果展上首次公开亮相。改进型号“红旗”12A 在2018年中国人民解放军空军在长春举行开放活动中首次公开亮相。

## 概况

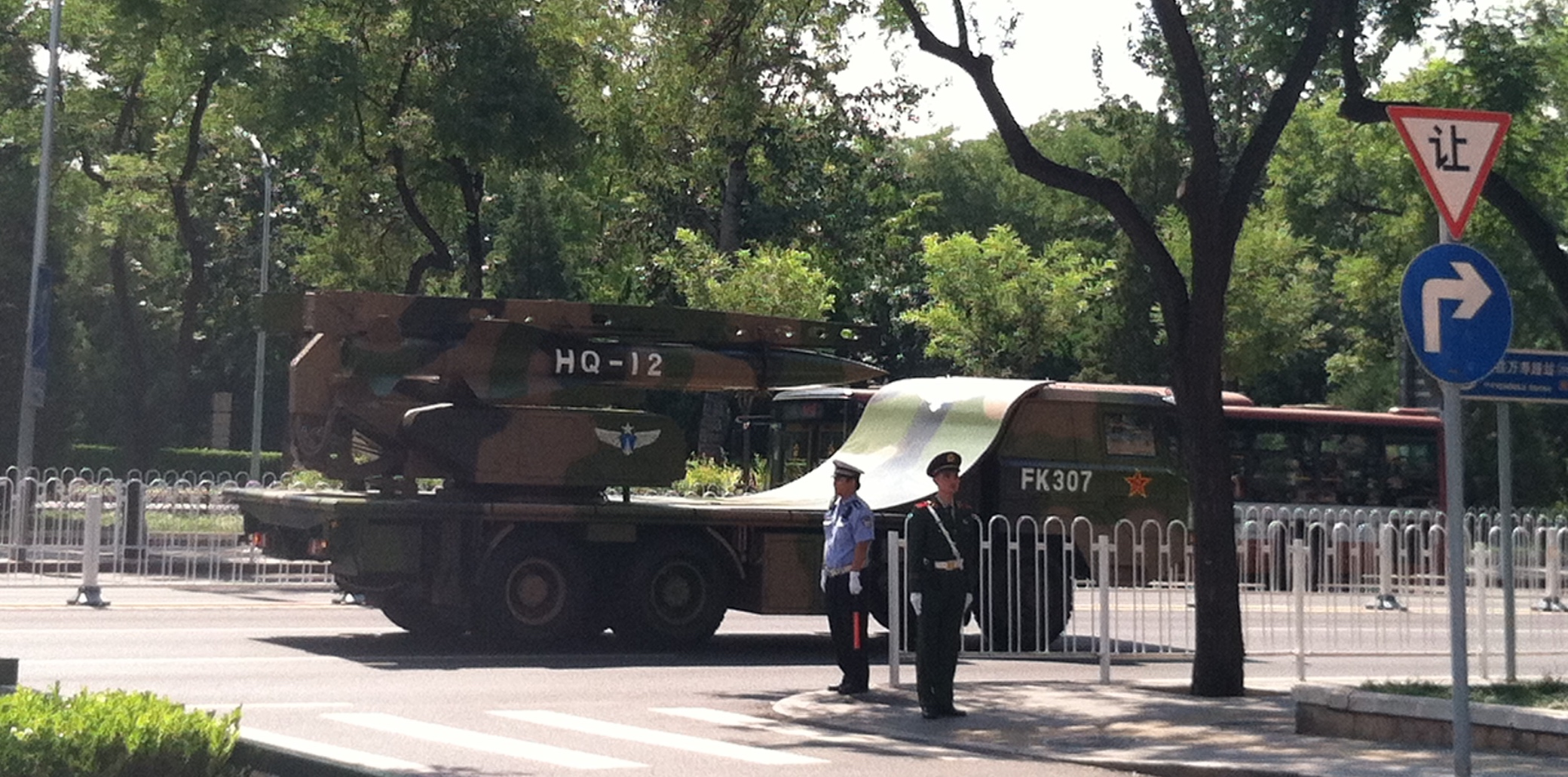
2015閱兵上的红旗-12

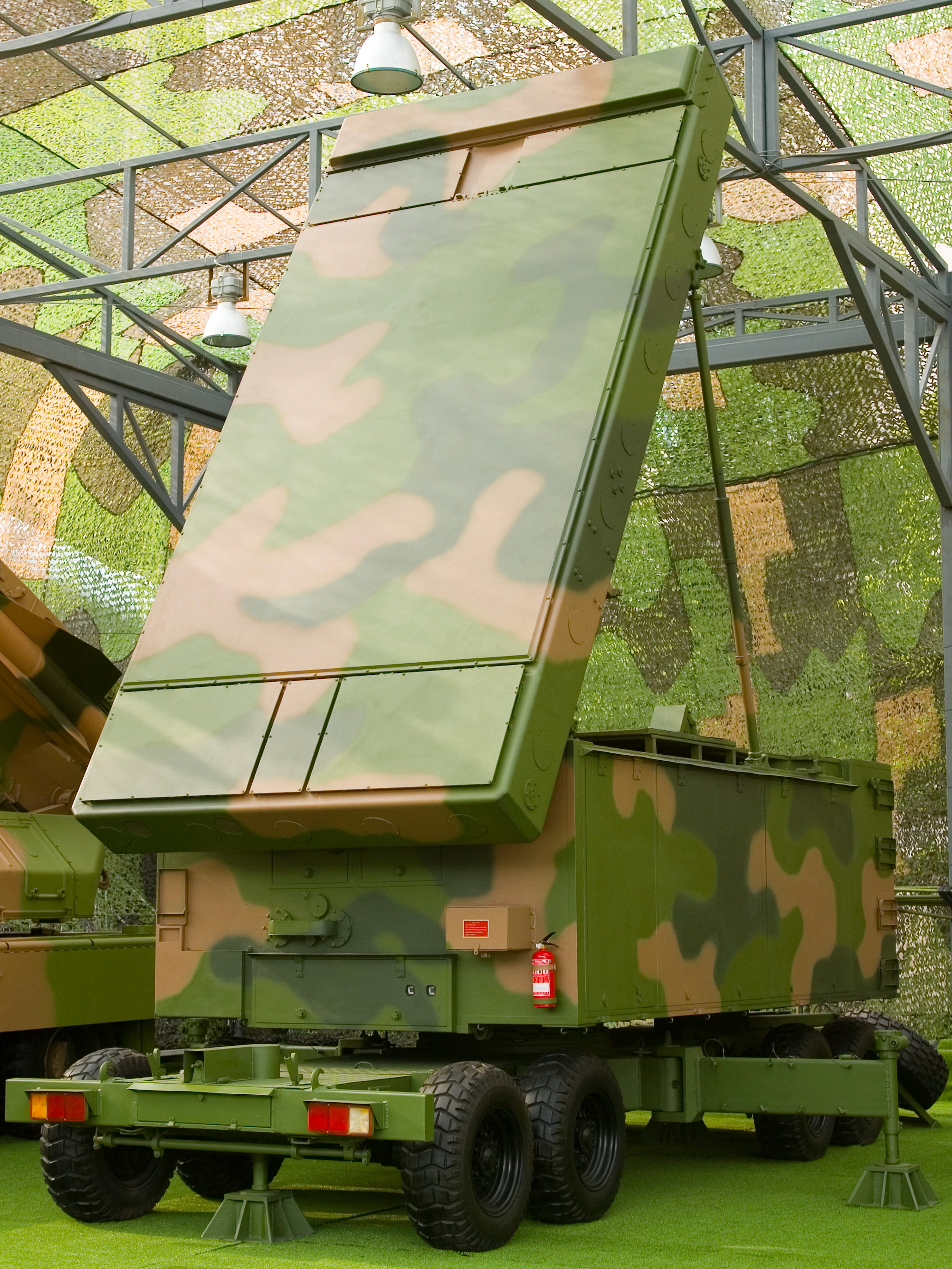
H-200 相控陣列雷達車

紅旗-12實際上就是基于紅旗-2中高空的改進版本，在弹体上有4片弹翼和4片较小的尾翼布局呈Ｘ-Ｘ样式。采用固體燃料推進，導彈每枚重886公斤，傾斜發射模式，能夠打擊在0.5~25公里的高度上飛行的目標，射程為7~42公里（改进型紅旗-12A型射程可達50公里）。 實際上就是用于填補未来紅旗-2退役後的防空射程空白，作戰定位同樣是配合遠程防空導彈，形成不同防空層次的廉價版本。紅旗-12導彈采用半主动寻的和指令制导结合的TVM制导体制，主要用於對付固翼機和直升機，同時，對空地導彈和空中發射的精確制導武器也有一定的防禦能力。红旗-12使用相控阵三坐标目标探测/追踪雷达，具有全天候作战能力和同时追踪拦截多个目标的能力，可导引6枚导弹攻击3个目标。在红旗12制导站的基础上加强武器的低空作战性能、信息化作战能力及抗干扰能力，改进而成红旗12A制导站，从外观上看，制导雷达站在天线阵面结构上有明显改动。
一套典型的紅旗-12防空導彈连级编制由以下幾部分組成：1台相控陣列雷達车、1座導航车、4台雙聯裝發射平臺（即待發導彈8枚以及另有18枚備用導彈），采用6×6高机动军用卡车作为运输和发射平台，导弹挂装双联装发射架在发射架的下方，挂采用旋转倾斜发射方式。 完成架设进入战斗状态用时5分钟。

## 使用國
- 中华人民共和国
- 緬甸：2014年开始裝備四個營以上的“凯山”1A地空导弹作為機場防空。[7]
- - 土库曼斯坦空军 - KS-1C
- - 乌兹别克斯坦空军：防空军 - HQ-12/KS-1C